# Medicine Lodge
Medicine Lodge es una ciudad ubicada en el condado de Barber en el estado estadounidense de Kansas. En el año 2010 tenía una población de 2009 habitantes y una densidad poblacional de 648,06 personas por km².

## Geografía
Medicine Lodge se encuentra ubicada en las coordenadas 37°17′4″N 98°34′52″O / 37.28444, -98.58111 (37.284352, -98.580977).

## Demografía
Según la Oficina del Censo en 2000 los ingresos medios por hogar en la localidad eran de $35,262 y los ingresos medios por familia eran $41,053. Los hombres tenían unos ingresos medios de $30,319 frente a los $18,750 para las mujeres. La renta per cápita para la localidad era de $16,231. Alrededor del 9.4% de la población estaban por debajo del umbral de pobreza.